# 中野雅男
中野 雅男（なかの まさお、1946年12月19日 - ）は、実業家である。全日空商事元代表取締役社長である。

## 経歴・人物
山口県出身。1970年3月、山口大学経済学部卒業。同年7月、全日本空輸（ANA）入社。1998年3月、同社販売本部国内販売推進部長。2001年4月、同社執行役員西日本販売カンパニー長。2002年1月、同社同役員営業推進本部副本部長及び販売業務室長。2003年6月、同社常務取締役執行役員同本部長。2005年4月、同社専務取締役同役員同本部長。2006年4月、全日空商事常勤顧問。同年6月、同社代表取締役社長に就任した。2012年3月31日付で社長を退任し、非常勤の顧問となった。